# 케냐 국가 올림픽 위원회
케냐 국가 올림픽 위원회(영어: National Olympic Committee of Kenya)는 케냐를 대표하는 국가 올림픽 위원회이다. IOC 코드는 KEN이다. 본부는 나이로비에 있으며 아프리카 국가 올림픽 위원회 연합에 소속되어 있다.
1955년에 설립되었으며 같은 해에 국제 올림픽 위원회의 승인을 받았다. 올림픽, 올아프리카 게임, 코먼웰스 게임을 비롯한 국제 스포츠 대회에 참가하는 케냐의 선수들을 대표한다.

## 같이 보기
- 올림픽 케냐 선수단